# Škorpil-Gletscher
Der Škorpil-Gletscher (bulgarisch ледник Шкорпил lednik Schkorpil) ist ein 12 km langer und 10 km breiter Gletscher auf der Pernik-Halbinsel an der Loubet-Küste des Grahamlands auf der Antarktischen Halbinsel. Er fließt nordöstlich des Stefan-Piedmont-Gletschers und westlich des Solun-Gletschers von den Nordhängen der Protector Heights in nördlicher Richtung zur Darbel Bay, die er östlich des Madell Point erreicht.
Britische Wissenschaftler kartierten ihn 1976. Die bulgarische Kommission für Antarktische Geographische Namen benannte ihn 2010 nach dem tschechisch-bulgarischen Archäologen Karel Škorpil (1859–1944).